# Јута (језеро)
Јута (енгл. Utah Lake) је језеро у Сједињеним Америчким Државама. Налази се на територији америчке савезне државе Јута. Површина језера износи 391 km².